# Готик рок
Готик музика (или готик рок енгл. Gothic rock) је жанр рок музике који потиче из касних 1970-их. Потиче од панк рок/пост-панк бендова. Готик музика почиње да се дефинише као посебан покрет у раним 1980-им годинама. Значајни готик рок бендови укључују Bauhaus, Siouxsie And The Banshees, The Sisters of Mercy, Fields of the Nephilim и The Cure.
Пошто се доста разликовао у односу на друге жанрове алтернативног рока 1980-их, готик рок је узроковао напредак ширења готик супкултуре која укључује готик клубове, готик моду и готик часописе.

## Карактеристике
Према музичком новинару Симону Рејнолдсу, стандардна музичка дјела готик рока укључују „шаблоне гитаре, високе бас линије које су често узурпирале мелодијску улогу (и) тактове који су били или хипнотички диргели или том-том тешки и 'трибалски'“. Рејнолдс је описао вокални стил као да се састоји од "дубоких, шумних легура Џима Морисона и Леонарда Коена".  Неколико радњи је користило бубањ машине умањујући ритам.
Готик рок се обично бави мрачним темама које се обрађују кроз текстове и музичку атмосферу. Поетски сензибилитети овог жанра довели су до тога да лирике готик рока испоље књижевни романтизам, морбидитет, егзистенцијализам, религиозни симболизам или натприродни мистицизам. Готик рок је изданак пост-панка и, према АllМusic-у, „узео је хладне синтисајзере и обрађене гитаре пост-панка и користио их за изградњу слутних, тужних, често епских звучних пејзажа.“ Рани готик рок имао је интроспективу или интроспективу. личне текстове, али према АллМусиц-у, „његов поетски сензибилитет убрзо је довео до укуса за књижевни романтизам, морбидитет, религиозни симболизам и/или натприродни мистицизам.“

### Књиге
- Thompson, Dave (2002). The Dark Reign of Gothic Rock. Helter Skelter. ISBN 9781900924481.
- Charlton, Katherine (2003). Rock Music Styles (Fourth изд.). McGraw-Hill. ISBN 0-07-249555-3.
- Goodlad, L. M. E.; Bibby, M. (2007). Goth: Undead Subculture. Duke University Press. ISBN 978-0-8223-3921-2.
- Hannaham, James (1999). „Bela Lugosi's Dead and I Don't Feel So Good Either”. Stars Don't Stand Still in the Sky: Music and Myth. NYU Press. стр. 78–87. ISBN 0-8147-4727-2.
- Kilpatrick, Nancy (2004). The Goth Bible: A Compendium for the Darkly Inclined. New York: St. Martin's Griffin. ISBN 0-312-30696-2.
- Melton, J. G. (1994). The Vampire Book: The Encyclopedia of the Undead. Visible Ink Press. ISBN 0-8223-3921-8.
- Mercer, Mick (1993). Gothic Rock. Los Angeles: Cleopatra Records. ISBN 0-9636193-1-4.
- Mercer, Mick (1988). Gothic Rock Black Book. London: Omnibus Press. ISBN 0-7119-1546-6.
- Mercer, Mick (1996). The Hex Files: The Goth Bible. Woodstock: Overlook Press. ISBN 0-87951-783-2.
- Reynolds, Simon (2005). „Chapter 22: 'Dark Things: Goth and the Return of Rock'”. Rip It Up and Start Again: Postpunk 1978–1984. London: Faber and Faber. ISBN 0-571-21569-6.
- Sinclair, Mick (2013). Adjusting The Stars: Music journalism from post-punk London. Kindle edition, B00FG9JGVE.
- van Elferen, Isabella (2009). Nostalgia Or Perversion? Gothic Rewriting from the Eighteenth Century Until the Present Day. Ebook. ISBN 978-1282191198.
- Greene, James Jr. (2013). This Music Leaves Stains: The Complete Story of the Misfits. Scarecrow Press. ISBN 9780810884380.
- Partridge, Christopher (2015). Mortality and Music: Popular Music and Awareness of Death. Bloomsbury Publishing. ISBN 9781472526809.
- van Elferen, Isabella (2012). Gothic Music: The Sounds of the Uncanny. University of Wales Press. ISBN 9780708325186.

### Новине
- Collins, Andrew (30. 11. 1991). „Bluffer's Guide to Goth”. NME.